# Patricia Dankers
Patricia Yvonne Wilhelmina Dankers (Helmond, 22 juni 1978) is een Nederlands chemicus en hoogleraar supramoleculaire biomaterialen voor translationeel biomedische onderzoeken aan de Technische Universiteit Eindhoven. Dankers is gepromoveerd in zowel de technische natuurwetenschappen als de medische wetenschap, waarbij ze de meerwaarde ontdekte van samenwerking tussen chemici en artsen. Haar onderzoeksgroep probeert resultaten uit fundamenteel onderzoek te vertalen naar praktische toepassingen voor de patiënt. Anno 2019 richt zij zich op de ontwikkeling van supramoleculaire biomaterialen om deze in te kunnen zetten voor regeneratieve geneeskunde. Dankers maakte deel uit van de eerste Jonge Gezondheidsraad en leverde ook bijdragen aan boeken voor het basisonderwijs. 